# Bellardiella
Bellardiella is een geslacht van weekdieren uit de klasse van de Gastropoda (slakken).

## Soorten
- Bellardiella abbasi Thach, 2017
- Bellardiella ceramica (Martens, 1864)
- Bellardiella crassilabris Möllendorff, 1899
- Bellardiella fabula van Benthem-Jutting, 1963
- Bellardiella kovacsi Varga & Páll-Gergely, 2017
- Bellardiella lissochila Benthem-Jutting, 1963
- Bellardiella martensiana Tapparone Canefri, 1883
- Bellardiella minor Hedley, 1891
- Bellardiella saparuana Varga & Páll-Gergely, 2017

### Synoniemen
- Bellardiella (Bellardiella) crassilabris Möllendorff, 1899 => Bellardiella crassilabris Möllendorff, 1899
- Bellardiella (Bellardiella) fabula van Benthem-Jutting, 1963 => Bellardiella fabula van Benthem-Jutting, 1963
- Bellardiella (Bellardiella) kovacsi Varga & Páll-Gergely, 2017 => Bellardiella kovacsi Varga & Páll-Gergely, 2017
- Bellardiella (Bellardiella) martensiana Tapparone Canefri, 1883 => Bellardiella martensiana Tapparone Canefri, 1883
- Bellardiella (Bellardiella) minor Hedley, 1891 => Bellardiella minor Hedley, 1891
- Bellardiella (Szekeresia) ceramica (Martens, 1864) => Bellardiella ceramica (Martens, 1864)
- Bellardiella (Szekeresia) lissochila Benthem-Jutting, 1963 => Bellardiella lissochila Benthem-Jutting, 1963
- Bellardiella (Szekeresia) saparuana Varga & Páll-Gergely, 2017 => Bellardiella saparuana Varga & Páll-Gergely, 2017